# Špirlice nachová
Špirlice nachová (Sarracenia purpurea) je masožravá rostlina z čeledi špirlicovitých. Přirozeně se vyskytuje ve východní části Severní Ameriky.

## Vysazení v Česku
V roce 2011 byla objevena také v České republice ve Žďárských vrších, kam ji zřejmě někdo zkusmo vysadil. Rostlině se zde dařilo, ale správa zdejší chráněné krajinné oblasti ji plánovala vyhubit, aby nevytlačovala místní původní druhy.